# Jean-Baptiste Jourdan
Pour les articles homonymes, voir Jourdan et Jean-Baptiste Jourdan (homonymie).
Jean-Baptiste Jourdan, né le 29 avril 1762 à Limoges dans la Haute-Vienne et mort le 23 novembre 1833 à Paris, est un militaire français ayant accédé à la dignité de maréchal d'Empire. Fils de chirurgien, il est éduqué par son oncle à la mort de ses parents et décide de s'engager dans l'armée royale. Après une courte participation à la guerre d'indépendance des États-Unis, il retourne à la vie civile et s'installe à Limoges à la tête d'un petit commerce. Au moment où éclate la Révolution française, il adhère aux idées républicaines, ce qui lui permet d'obtenir le commandement d'un bataillon de volontaires.
Favorisé par son républicanisme affiché, Jourdan devient un brillant général de la Révolution : il est vainqueur à Wattignies et surtout à la bataille de Fleurus, le 26 juin 1794, événement qui sauve la France d'une invasion et qui lui vaut une popularité immédiate. La même année, il remporte encore les batailles de Sprimont et d'Aldenhoven qui permettent le rattachement de la rive gauche du Rhin jusqu’en 1814. Par la suite, ses campagnes de 1796 et de 1799 en Allemagne se révèlent moins heureuses face à l'archiduc Charles et il est battu plusieurs fois, notamment à Amberg, Ostrach et Stockach. Parallèlement à ses activités militaires, il se montre actif en politique et fait voter en 1798 la loi Jourdan-Delbrel qui met en place la conscription. Rallié à Napoléon Bonaparte, il est élevé à la dignité de maréchal d'Empire en 1804.
Toutefois, ses opinions politiques le desservent auprès de l'Empereur et les relations entre les deux hommes restent tendues. Tenu à l'écart des titres, pensions ou dotations, le vainqueur de Fleurus est employé sur des théâtres d'opérations éloignés. D'abord chef d'état-major du roi Joseph à Naples, Jourdan est nommé major général de l'armée d'Espagne en 1808 mais son autorité se révèle rapidement contestée. Présent à la bataille de Talavera en 1809, puis à celle de Vitoria en 1813, il est rendu responsable de cette défaite par Napoléon et tombe en disgrâce. Après la chute de l'Empire, il mène une belle carrière au service des Bourbons et devient gouverneur des Invalides jusqu'à sa mort, en 1833.
Soldat sans génie militaire particulier, Jourdan se révèle en revanche un organisateur talentueux. Sous la Révolution, sa capacité à mettre rapidement sur le pied de guerre des armées dénuées de tout explique en grande partie ses succès. Conscient de ses lacunes, il n'en accepte pas moins à plusieurs reprises des postes à hautes responsabilités, et ce malgré un contexte défavorable qui le conduit souvent à l'échec. À Sainte-Hélène, l'Empereur rend hommage à son ancien subordonné : « en voilà un que j'ai fort maltraité assurément. Rien de plus naturel sans doute que de penser qu'il eût dû m'en vouloir beaucoup. Eh bien, j'ai appris avec un vrai plaisir, qu'après ma chute, il est demeuré constamment bien. Il a montré là cette élévation d'âme qui honore et classe les gens. Du reste, c'est un vrai patriote ; c'est une réponse à bien des choses. »

## Biographie

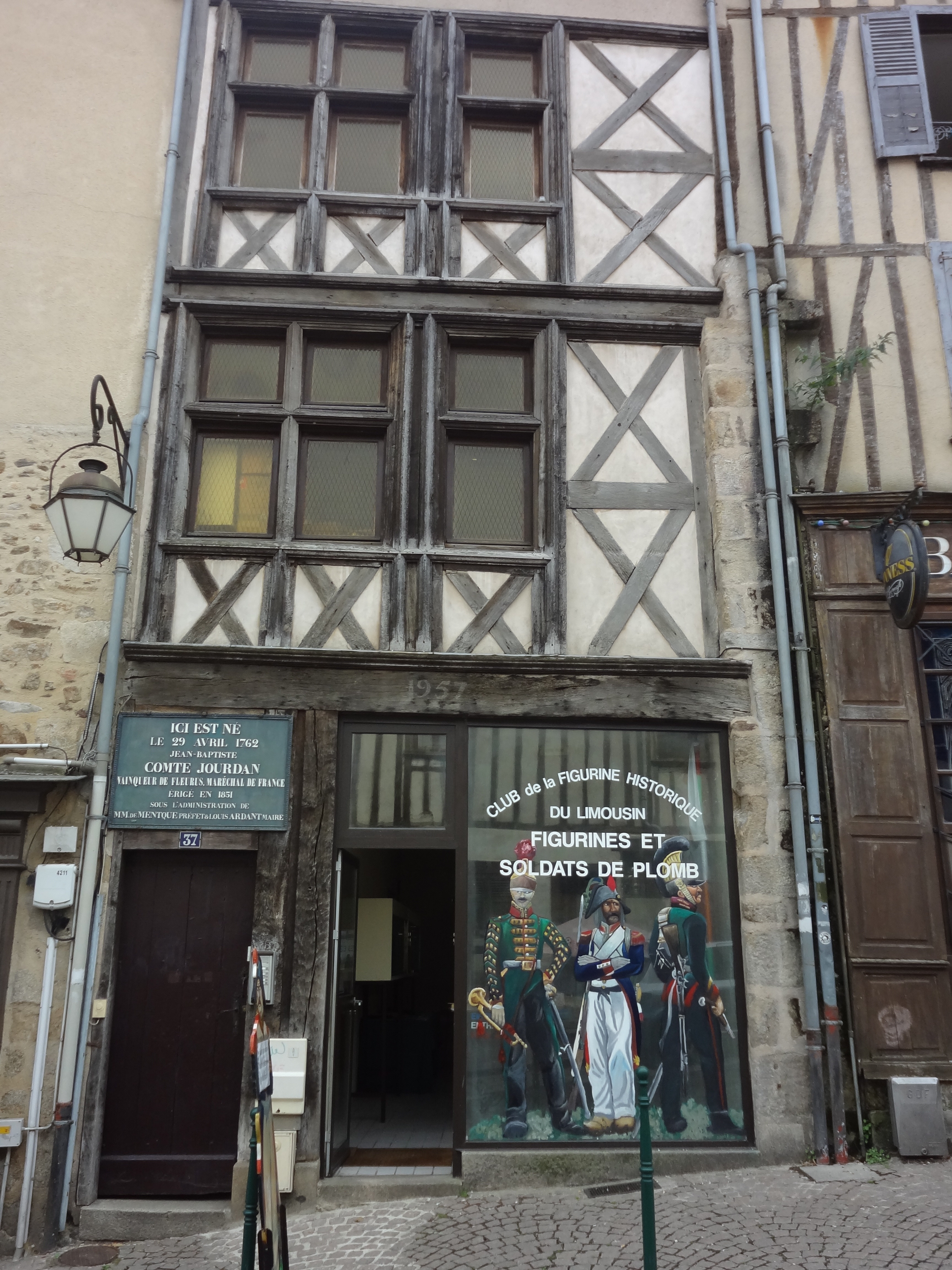
La maison natale de Jourdan, à Limoges.

### Carrière militaire
Fils de Roch Jourdan, maître-chirurgien à Meyrargues et Limoges, il est d'abord commis en soieries chez un de ses oncles à Lyon ; puis il s'engage en 1778 comme simple soldat et rejoint l'île de Ré où, après un entraînement de huit mois, il incorpore le régiment d'Auxerrois qui combattait dans la guerre d'indépendance des États-Unis d'Amérique. Après avoir participé aux opérations de cette campagne et notamment au siège de Savannah (1779), il est réformé en 1784 et revient à Limoges où il se marie et s'établit comme mercier en 1788.
Ayant adhéré avec enthousiasme aux idées révolutionnaires et du fait de son expérience militaire, il s'engage activement, en novembre 1789, dans l'organisation de la Garde nationale de la Ville de Limoges; Il sera nommé Lieutenant du 4° District du Clocher. Il devient capitaine d'une compagnie de chasseurs de la Garde nationale en 1790. En 1791, il est chargé de l'organisation des volontaires de la Haute-Vienne et est élu lieutenant-colonel du 2e bataillon qu'il conduit à l'armée du Nord.

### Combats au sein de l'armée du Nord

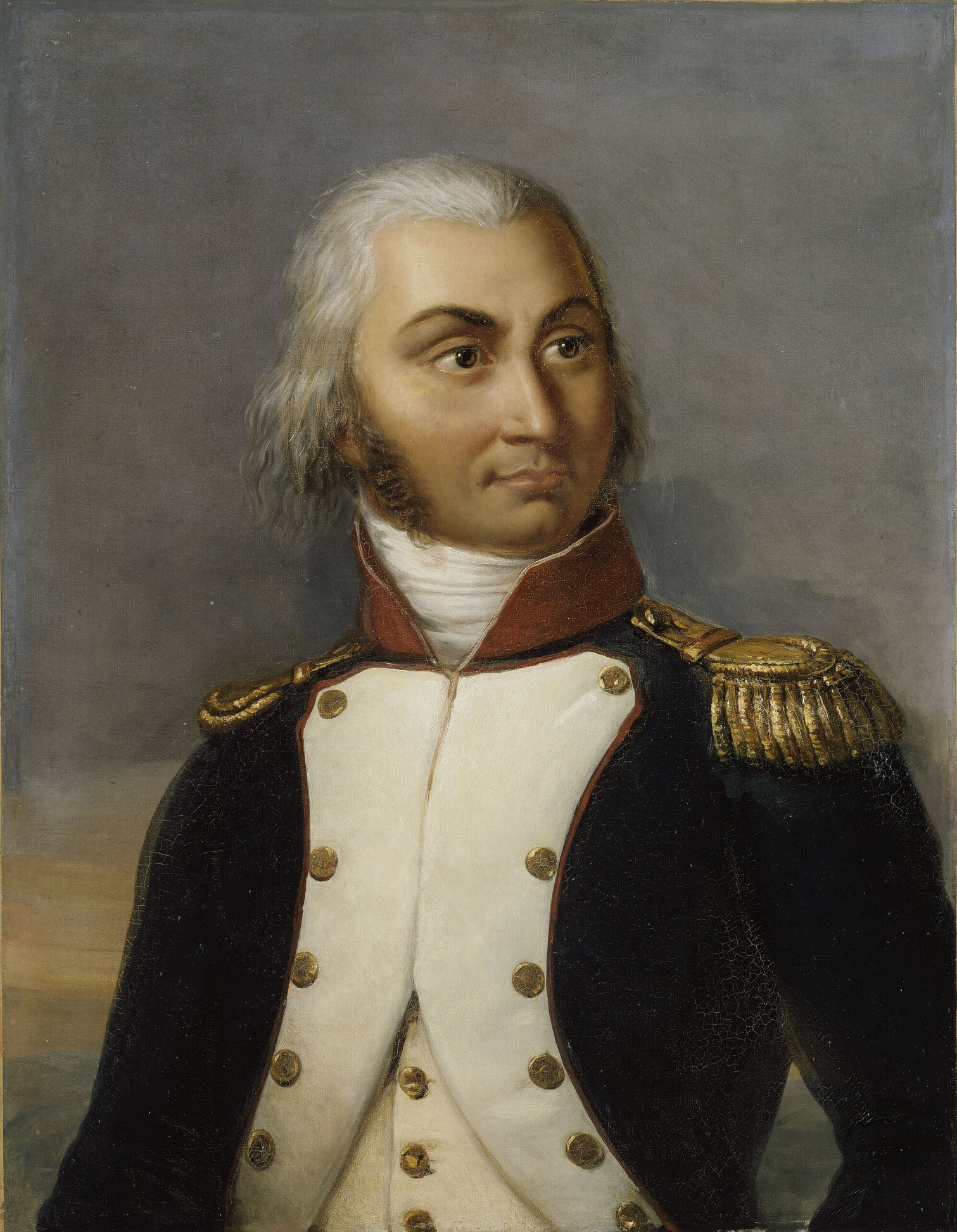
Jean-Baptiste Jourdan, lieutenant-colonel au 2e bataillon de la Haute-Vienne en 1792. Peinture commencée par Julie Volpelière et achevée par Horace Vernet, 1834, château de Versailles.

Il fait la campagne de Belgique sous Dumouriez. Avec l'armée du Nord, il participe aux batailles de Jemmapes (6 novembre 1792) et de Neerwinden (18 mars 1793).
Il se distingue notamment aux environs de Namur, lors de la retraite de l'armée. Le 27 mai 1793, il est élevé au grade de général de brigade, et à celui de général de division le 30 juillet suivant. Il commande à la bataille d'Hondschoote, où il est blessé en enlevant les retranchements ennemis à la tête de ses troupes. Le 26 septembre, il remplace Houchard au commandement de l'armée. Il est bientôt commandant de l’armée des Ardennes, puis de l'armée du Nord et bat le prince de Cobourg à Wattignies (15-16 octobre 1793), disputée avec acharnement dans un combat de 48 heures, et le força à lever le blocus de Maubeuge.

### Destitué de ses fonctions
Voulant prendre l'offensive, le Comité de salut public appelle Jourdan à Paris. Celui-ci fait valoir que l'armée n'est composée que de nouvelles recrues, la plupart sans armes ni habits, et qu'il vaut mieux passer l'hiver sur la défensive, pour être en état d'attaquer au printemps. Ses plans sont adoptés, mais sa réticence n'est pas oubliée, et dès que les troupes sont en état d'agir, il est remplacé par Jean-Charles Pichegru.
Le Comité de salut public prend même un arrêté par lequel il ordonne la destitution et l'arrestation du général Jourdan, mais des représentants du peuple près de l'armée prennent sa défense, et le Comité se borne de proposer à Barère de le mettre à la retraite. Destitué en janvier 1794, il reprend son commerce à Limoges.

### Retour à l'armée

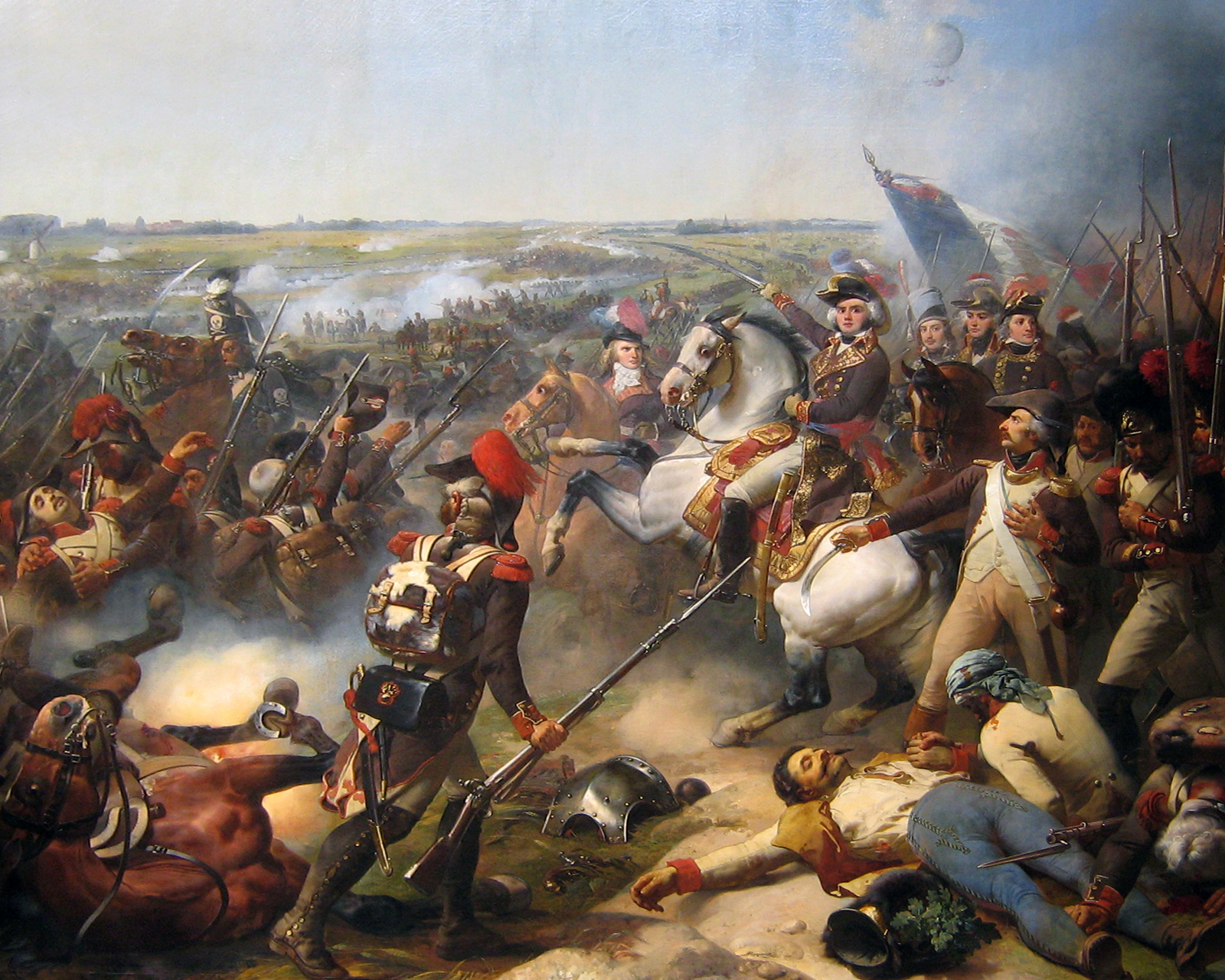
Lors de la bataille de Fleurus, Jourdan remporte une victoire éclatante sur les Autrichiens.

Cependant, il est employé de nouveau et obtient le commandement de l'armée de la Moselle. Il ouvre la campagne de 1794 par le combat d'Arlon, où les Autrichiens, forts de 16 000 hommes, sont complètement battus. Il reçoit ensuite l'ordre de traverser les Ardennes et de réunir 40 000 hommes devant Charleroi et l'aile droite de l'Armée du Nord, ce qu'il exécute avec habileté. Ses troupes reçoivent le nom d'Armée de Sambre-et-Meuse.
Jourdan passe la Sambre et remporte la victoire décisive de Fleurus (26 juin 1794), permettant à la France révolutionnaire d'annexer la Belgique. Pour la première fois sur un champ de bataille, un ballon captif informe Jourdan des mouvements et des attaques de l'armée autrichienne, ce dernier pouvant alors concentrer ses canons sur le point menacé. Le « vainqueur de Fleurus », dont les effectifs se montent à présent à plus de 100 000 hommes, livre la bataille de Sprimont le 18 septembre, où une attaque conjuguée sur les deux ailes autrichiennes force le général Clerfayt à abandonner ses positions sur la Meuse. Quelques semaines plus tard, le 2 octobre, un nouvel affrontement oppose Clerfayt, retranché derrière la Roer, à Jourdan dont les troupes se rendent rapidement maîtres du plateau d'Aldenhoven, coupant quasiment en deux le dispositif autrichien. Sur l'aile droite française, Schérer livre un combat difficile pour la possession du village de Düren jusqu'à ce que la colonne du général Hacquin, égarée dans sa marche, ne débouche sur le champ de bataille, ce qui précipite la retraite autrichienne.
Il bat l'ennemi dans plusieurs combats, reprend les places de Landrecies, Le Quesnoy, Valenciennes et Condé, fait la conquête de celles de Charleroi, Namur, Juliers et Maestricht, rejoint Pichegru à Bruxelles et plante ses drapeaux sur le Rhin depuis Clèves jusqu'à Coblentz. 
En septembre 1795, il lance conjointement avec Pichegru la première campagne d’Allemagne et franchit le Rhin au niveau de Düsseldorf grâce à son subordonné Kléber. L’échec et le retour sur la rive gauche sont actés dès novembre. La trahison de Pichegru est un élément d’explication décisif. 
Lors de la deuxième campagne d’Allemagne qui débute fin mai 1796, il est sévèrement battu par l'archiduc Charles à Amberg le 24 août puis à Wurtzbourg le 3 septembre 1796. Le même mois, Jourdan quitte son armée de Sambre-et-Meuse où il est remplacé par Beurnonville puis le général Hoche. Son manque de coordination avec l’armée de Rhin et Moselle dirigée par Moreau plus au sud explique largement son échec, plus grave que le précédent de 1795.

### Carrière politique

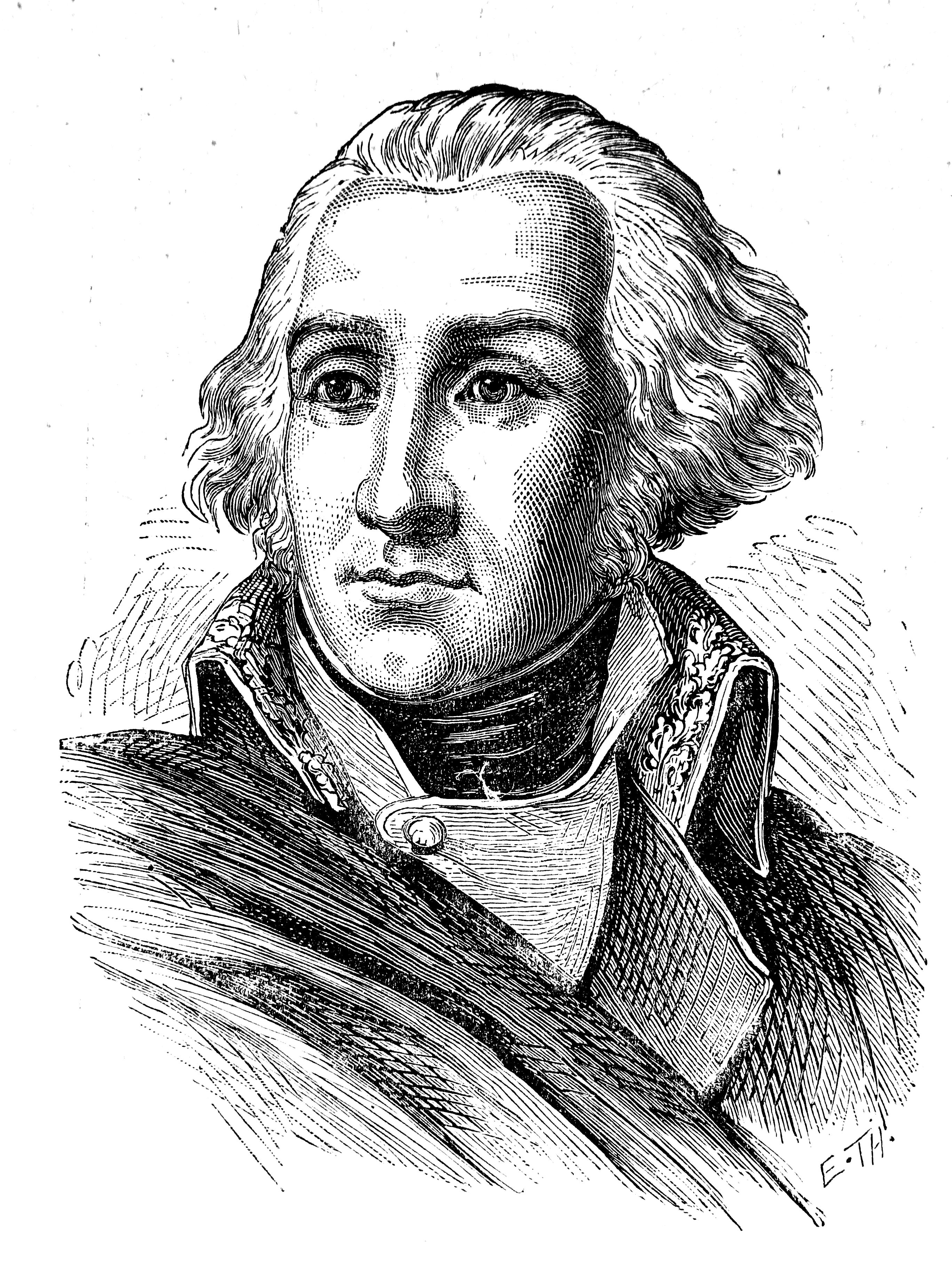
Jean-Baptiste Jourdan (gravure tirée de l'« Album du Centenaire »).

Jourdan ayant quitté le commandement de l'armée est nommé en mars 1797, par le département de la Haute-Vienne, au conseil des Cinq-Cents, dont il est élu président le 23 septembre 1797 et secrétaire le 21 janvier 1798. Réélu président le 24 septembre, il donne sa démission en octobre, annonçant que le Directoire le destine au commandement des armées.
Dans l'exercice de ses fonctions législatives, il fait adopter la loi sur la conscription du 5 septembre 1798, qui rend le service militaire obligatoire pour les hommes de vingt à vingt-cinq ans. Ces derniers sont répartis selon leur âge en cinq classes appelées successivement à la guerre. Cette loi, rédigé par Jourdan conjointement avec le député Pierre Delbrel, prend le nom de loi Jourdan-Delbrel.

### Passage à l'armée du Danube

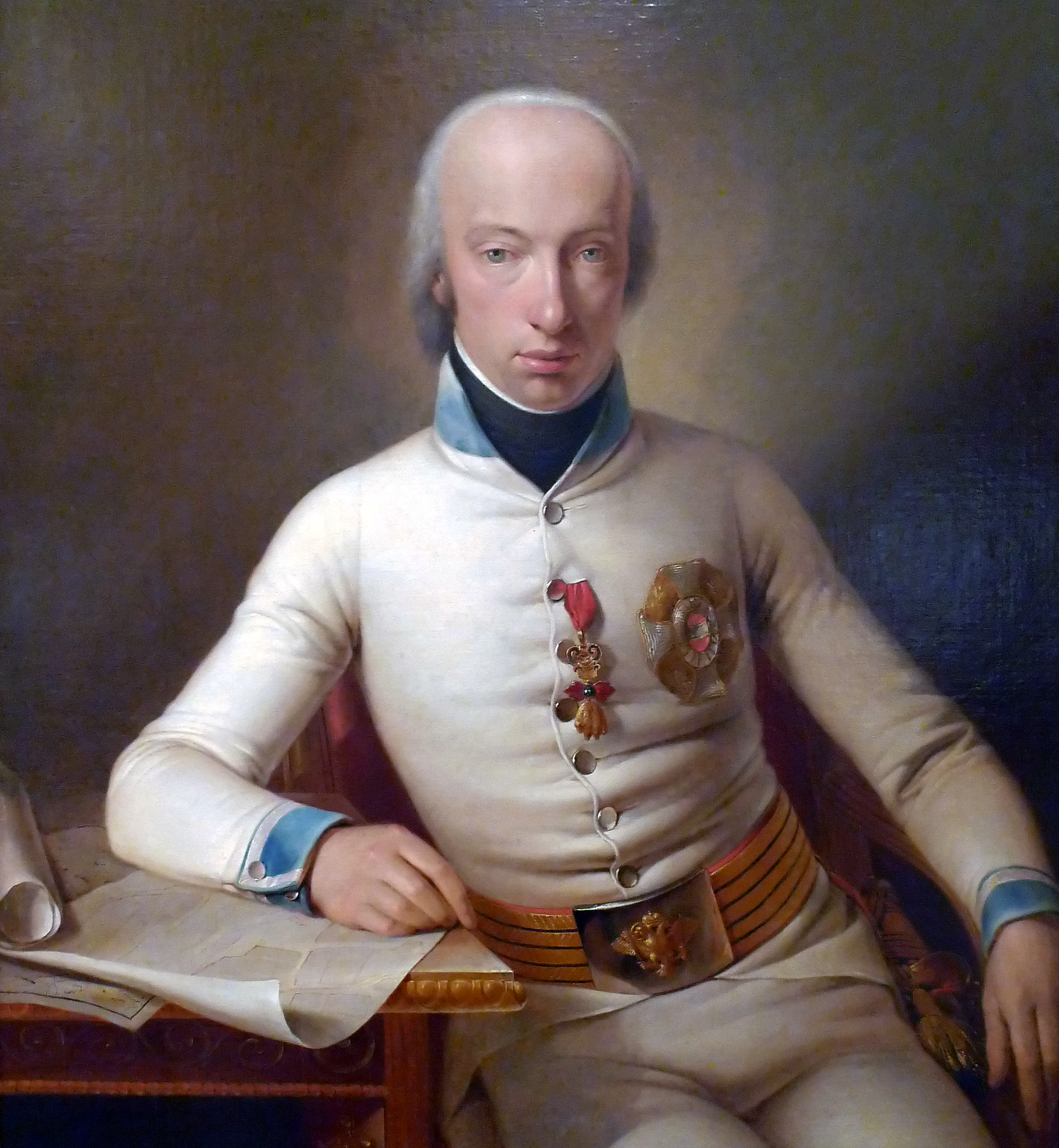
Général de l'armée autrichienne, l'archiduc Charles bat Jourdan à Ostrach et Stockach, forçant l'armée française à repasser le Rhin (peinture de Johann Seele, 1800).

En 1795, il reprend le commandement de l'armée de Sambre et Meuse. Il prend possession de la forteresse de Luxembourg qui capitule. En septembre, il passe le Rhin de vive force, en présence d'un corps de 20 000 Autrichiens et s'empare de Düsseldorf. L'armée de Clerfayt réunie sur la Lahn n'ose pas courir le risque d'une bataille et se replie au-delà du Main. Jourdan la poursuit, prend position entre Mayence et Höchst, où passe la ligne de neutralité convenue avec la Prusse.
Pichegru, qui a traversé le Rhin à Mannheim, et aurait dû s'avancer avec la majeure partie de ses forces sur le Main pour couper la retraite à Clerfayt et opérer sa jonction avec l'Armée de Sambre-et-Meuse, se borne à porter sur Heidelberg un corps de 10 000 hommes, qui est complètement battu en quelques jours. Clerfayt, rassuré par l'inaction de Pichegru, tire des renforts de l'armée autrichienne du Haut-Rhin, franchit la ligne de neutralité au-dessus de Francfort, et manœuvre pour envelopper l'Armée de Sambre-et-Meuse entre la Lahn, le Main et le Rhin.
Ces circonstances contraignent Jourdan à la retraite. Peu après, ayant forcé les lignes de Mayence, Jourdan marche au secours de l'Armée de Rhin-et-Moselle. Après une courte mais brillante campagne dans le Hunsrück, il convint d'un armistice, et la guerre ne reprend qu'au printemps suivant.
Lors de la deuxième campagne d’Allemagne de 1796, il passe alors de nouveau le Rhin fin mai, force le général Wartensleben à battre en retraite, s'empare de Francfort et de Wurtzbourg et se porte vers Ratisbonne. Attaqué par l'archiduc Charles Louis d'Autriche qui recule devant Moreau et vient au secours de Wartensleben avec 40 000 hommes, il se replie sur le Rhin à la suite de la défaite de Amberg en août. Sa retraite est surtout causée par les mauvaises consignes donnée aux armées par le gouvernement, et par le parti-pris de Moreau qui préfère une victoire facile sur le Lech au lieu de poursuivre l'archiduc Charles.

### Face à l'archiduc Charles
Par ses prétentions exagérées à Rastadt, et ses entreprises en Italie et en Suisse, le Directoire, qui arme toute l'Europe contre lui, néglige néanmoins de lever des armées capables de tenir tête à l'orage, et ouvre les hostilités avant d'avoir réuni tous les moyens dont il dispose. Lorsque l'Armée du Danube, commandée par Jourdan qui franchit à Kehl le Rhin le 1er mars 1799 pour la cinquième fois (après les précédents de octobre 1792, septembre 1795, mai-juin 1796 et avril 1797) entre en Souabe, elle ne compte que 38 000 hommes et ne tarde pas à se trouver en présence de l'archiduc Charles qui réunit, lui, plus de 65 000 hommes sous ses ordres. Il est battu à Ostrach le 21 mars 1799 et Stockach le 25 mars 1799 au nord du lac de Constance. L'avantage remporté n'est pas aussi considérable que l'espérait Jourdan, il continue sa retraite et se porte vers les débouchés de la Forêt-Noire. Le général Jourdan doit alors effectuer une retraite puis est disgracié pour la troisième fois. Le 9 avril, il est remplacé par André Masséna. Il quitte définitivement ce vaste front du nord-est de la France où il servait depuis 1792 (Belgique, Rhénanie et Allemagne). 
Le 14 juillet 1799, pour l'anniversaire de la prise de la Bastille, le général Jourdan porte un toast « à la résurrection des piques ». La même année, il achète le château du Coudray (dans l'actuel département de l'Essonne).

### Le Consulat
Réélu au Conseil des Cinq-Cents en mai 1799, il tente en vain de s'opposer au coup d'État du 18 brumaire an VIII (9 novembre 1799). Parce qu'il ne marche pas sous la bannière du général Bonaparte, il est exclu du corps législatif, et momentanément condamné à être détenu dans la Charente-Inférieure. Le général Lefebvre s'interpose et plaide la cause de Jourdan devant Napoléon. Ce dernier le nomme alors inspecteur général de l'infanterie et de la cavalerie le 21 janvier 1800, puis ambassadeur en république cisalpine le 24 juillet suivant, administrateur général du Piémont le 2 avril 1801 et conseiller d'État le 1er décembre 1802. Élu candidat au Sénat conservateur par le collège électoral de la Haute-Vienne, sa nomination est toutefois récusée par Napoléon en raison de propos que Jourdan a tenu publiquement en faveur du maintien de la République. Il n'en est pas moins appelé au commandement en chef de l'armée d'Italie en remplacement de Joachim Murat le 26 janvier 1804.

### Maréchal d'Empire

#### Jourdan en Italie
Le 19 mai 1804, il est toujours en Italie lorsqu'il apprend son élévation à la dignité de maréchal d'Empire (quatrième dans l'ordre des préséances) et escorte à ce titre le carrosse de l'Empereur lors de la cérémonie du Sacre. Cette dignité tient plus du désir de l'Empereur de rallier autour de lui les officiers jacobins que des talents militaires qu'il reconnaît à Jourdan.
Il était parmi les maréchaux francs-maçons.
Il est fait grand aigle de la Légion d'honneur et chef de la 11e cohorte de l'ordre le 2 février 1805. Il commande les manœuvres du camp de Castiglione lors du couronnement de Napoléon comme roi d'Italie. Remplacé à l'armée par Masséna au moment où la guerre éclate, il se plaint amèrement à l'Empereur mais demeure sans affectation militaire jusqu'à la fin de l'année 1805. En 1806, il est envoyé à Naples dont il devient le gouverneur le 17 mars et s'y lie d'amitié avec le roi Joseph. L'invasion de la Sicile sous les ordres du maréchal est envisagée mais l'idée est finalement abandonnée. Le souverain, apprenant qu'il devenait roi d'Espagne, décore Jourdan de l'ordre des Deux-Siciles auquel s'ajoutent 300 000 ducats.

#### Major-général de l'armée d'Espagne

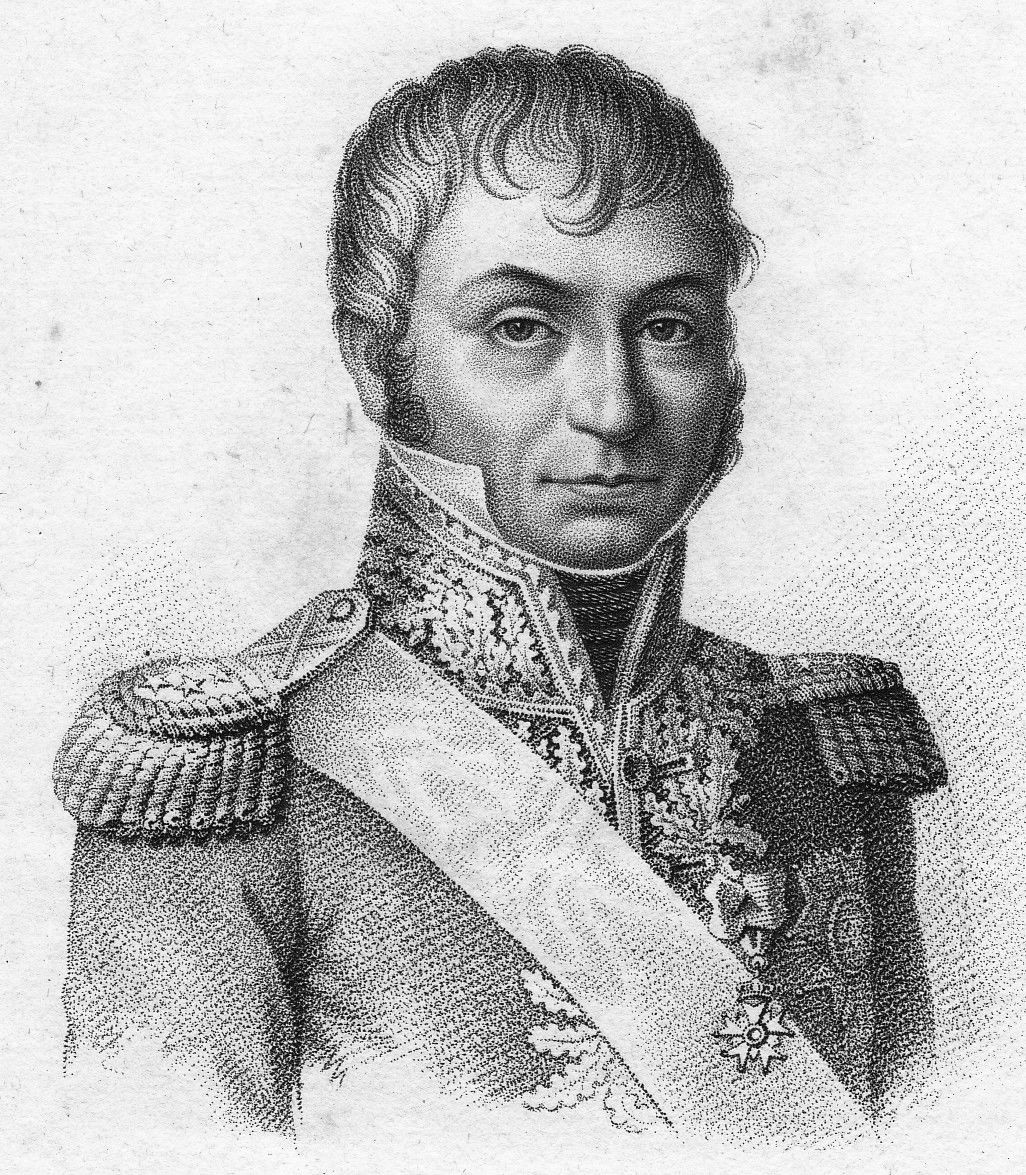
Le maréchal Jourdan.

En 1808, il passe en Espagne en qualité de major général sous le roi Joseph, qu'il suit constamment à titre de conseiller militaire. Ses ordres se heurtent toutefois à l'hostilité des autres maréchaux qui entendent n'obéir qu'aux ordres de l'Empereur,. Joseph, de son côté, peu au fait de la stratégie, n'en prend pas moins à plusieurs reprises le commandement en chef, ce qui aboutit à des conséquences néfastes. C'est dans ces conditions difficiles que Jourdan s'attelle à sa tâche : sa première préoccupation est alors l'armée anglo-espagnole des généraux Wellesley et la Cuesta, qui viennent de repousser Soult au Portugal. Jourdan parvient à convaincre le roi de laisser s'avancer les soldats adverses vers Madrid, pour les encercler avec l'aide des troupes de Soult arrivant du nord. Le jour de la bataille de Talavera, les directives du major général sont cependant bafouées par l'impatience du maréchal Victor qui obtient de Joseph l'autorisation d'attaquer les Anglais retranchés sur une colline. Après avoir résisté pendant trois jours aux assauts français, Wellesley se retire, échappant à la destruction.
Dégoûté d'avoir l'apparence du commandement sans la réalité, Jourdan sollicite son rappel qu'il obtient en octobre 1809, et se retire dans sa terre du Coudray (Seine-et-Oise). Il vit au sein de sa famille lorsque l'Empereur, déterminé à faire la guerre à la Russie, lui ordonne en 1811 de retourner en Espagne avec sa première qualité, répondant ainsi à la requête de son frère dont la mésentente avec Soult est flagrante. C'est pendant cette seconde période qu'a lieu la retraite de Madrid où il était gouverneur depuis le 11 juillet 1811 et qu'est donnée la bataille de Vitoria. Joseph, qui désire affronter l'ennemi, ignore Jourdan qui lui conseille d'attendre des renforts et d'envoyer le convoi transportant sa cour et son trésor vers la France. Le maréchal, malade, ne peut assurer aucun commandement lors du combat, qui s'achève sur une défaite décisive des troupes françaises. Jourdan perd son bâton de maréchal lorsque la voiture du roi est attaquée par les Anglais. À Napoléon qui fait peser sur lui l'entière responsabilité de la défaite, il demande sa mise à la retraite.
On a longtemps imputé au maréchal Jourdan le mauvais succès de cette journée, mais il n'y commande ni de droit ni de fait, et ses conseils éprouvent de nombreuses contradictions.

### Chute de l'Empire et Restauration
Après la bataille de Vitoria, il rentre en France et reste sans activité jusqu'à l'année suivante, où il est néanmoins nommé à la tête de la 19e division militaire, commandement qui est confirmé à la Restauration.
Le 3 avril 1814, il envoie de Rocou son adhésion à tous les actes du gouvernement provisoire, est créé chevalier de Saint-Louis le 2 juin, et se retire à la campagne après le 26 mars 1815. Napoléon l'appelle à la Chambre des pairs au mois de juin et l'envoie à Besançon en qualité de gouverneur de cette place et de la 6e division militaire,. Sous la seconde Restauration, il se rallie à nouveau à la monarchie. Il préside le conseil de guerre qui doit juger le maréchal Ney, et qui se déclare incompétent. Il refuse par la suite la présidence du nouveau tribunal qui doit juger et condamner son ancien frère d'armes. En 1817, il est nommé gouverneur de la 7e division militaire, et le 5 mars 1819 le roi l'appelle à la Chambre des pairs après l'avoir créé comte (majorat non constitué). À la chambre haute, il se montre le défenseur des libertés octroyées par la Charte de 1814 et vote avec le parti constitutionnel.
Il est fait commandeur de l'ordre du Saint-Esprit le 30 mai 1825.

### Monarchie de Juillet
Après la révolution de juillet 1830, il est brièvement ministre des Affaires Étrangères au cours du ministère provisoire formé le 1er août.
Le 11 août, il est nommé gouverneur des Invalides.
Il meurt à Paris le 23 novembre 1833. Ses obsèques ont lieu à l'église de l'Hôtel des Invalides dans les caveaux duquel ses restes sont déposés.
Les papiers personnels de Jean-Baptiste Jourdan sont conservés aux Archives nationales sous la cote 194AP.

## Considérations
« Le général Jourdan était très brave un jour de combat, en face de l'ennemi et au milieu du feu ; mais il n'avait pas le courage de tête au milieu du calme de la nuit, à deux heures du matin. Il ne manquait pas de pénétration, de facultés intellectuelles, mais il était sans résolution et imbu des plus faux principes de la guerre. »

— Napoléon Ier à Sainte-Hélène.

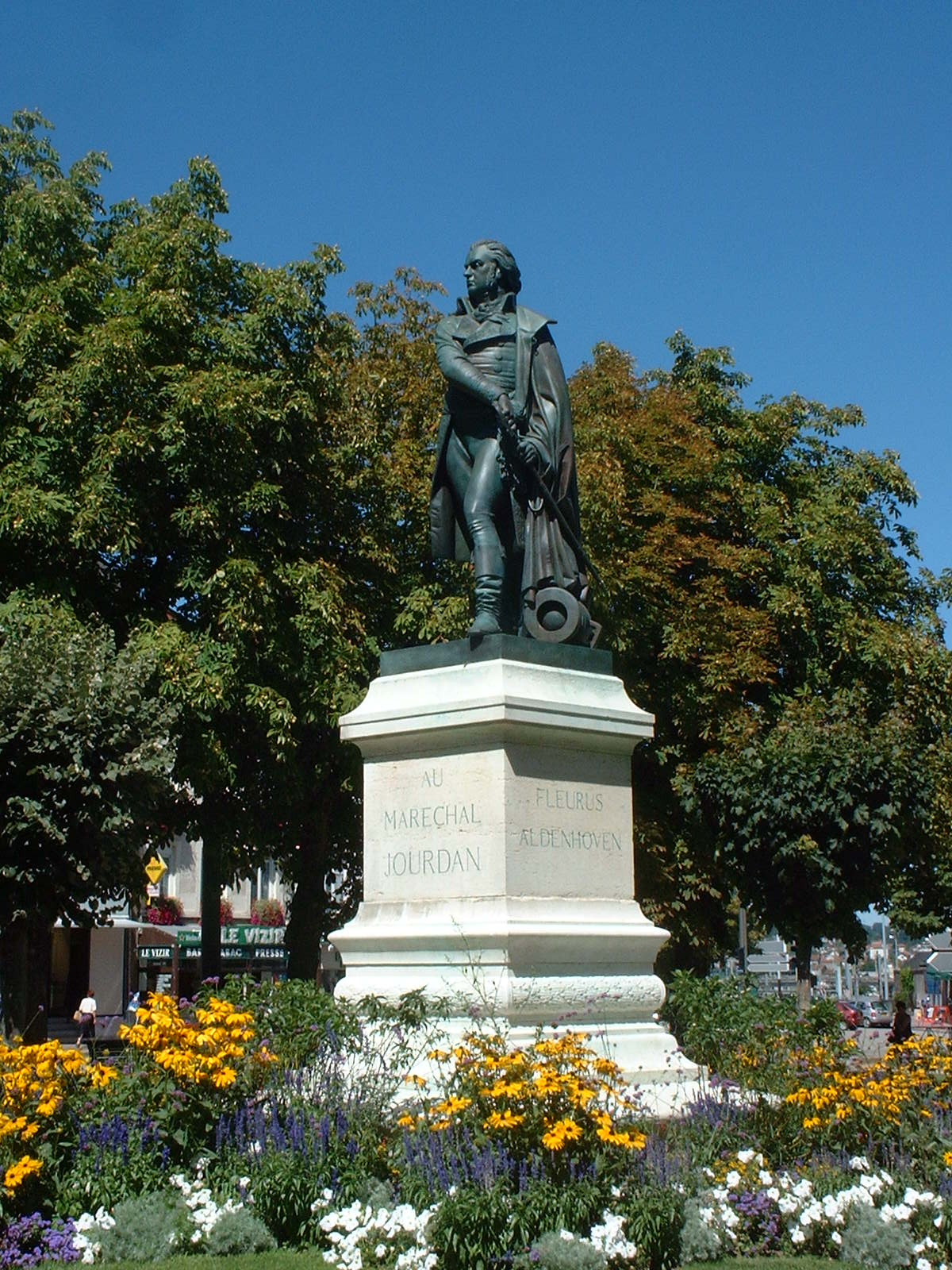
Statue du maréchal Jourdan à Limoges.

Seul général de la Révolution, avec André Masséna, à avoir été honoré du qualificatif de « sauveur de la patrie » pour sa victoire de Fleurus, Jourdan n'a cependant jamais bénéficié d'une formation militaire adéquate, ce qui explique en partie le manque de confiance en soi qu'il manifeste dans ses premières batailles. À Wattignies, il apparaît ainsi dépassé par ses responsabilités et seule la présence de Carnot à ses côtés lui permet d'enlever la décision. S'il remporte dans un premier temps des succès face à des généraux plus expérimentés que lui mais issus de la « vieille école », dans le cadre d'affrontements comparables aux chocs frontaux du Moyen Âge, ses talents sont insuffisants pour battre des capitaines plus habiles comme l'archiduc Charles ou Wellington. Son biographe René Valentin écrit : 

« Du génie, il n'en a point, il serait fou de lui en attribuer. Tout ce qu'il sait, il l'a appris par l'expérience des champs de bataille et peut-être aussi dans quelques ouvrages techniques. C'est fort peu de choses. En étudiant ses campagnes, plus encore en parcourant le récit qu'il en fit, on sent en lui un primaire de l'art militaire, qui récite une leçon bien apprise. Mais il n'y a aucune étincelle, aucun trait, aucun acte vraiment original ou personnel. »

La bataille de Fleurus doit en revanche beaucoup à son action personnelle et en particulier à l'utilisation judicieuse de ses réserves qui lui permet d'intervenir aux endroits les plus critiques du champ de bataille. Pour Richard Dunn-Pattison, « la victoire fut obtenue grâce au courage moral avec lequel il [Jourdan] jeta sa dernière réserve dans la mêlée ». Le même spécialiste le cite un peu plus loin comme « l'un des plus brillants généraux de la France républicaine ». L'historien militaire américain John R. Elting le décrit comme « brave, énergique, sûr de lui, doté de capacités d'organisateur et d'un caractère obstiné », sachant mettre à profit sa supériorité numérique pour l'emporter en dépit d'un style de commandement plutôt décousu. Ayant la faculté de s'entourer de généraux de talent comme Kléber, Marceau ou Lefebvre, il se montre aussi très attentif aux conditions de vie de ses soldats, une caractéristique assez rare chez les généraux d'alors. Sous la Révolution, il parvient, avec l'aide de son chef d'état-major Ernouf, à mettre sur le pied de guerre des armées souvent démoralisées et mal équipées,, ce qui lui vaut d'être respecté par ses troupes.
Son passage en Espagne, entre 1808 et 1813, se solde en revanche par un échec, sanctionné par la défaite de Vitoria qui met fin à la domination française en Espagne. Cela s'explique notamment par son incapacité à s'imposer auprès des autres maréchaux qui ne reconnaissent le plus souvent ni son autorité ni celle du roi Joseph, s'en remettant aux ordres de l'Empereur. De fait, ses avis ne sont généralement pas écoutés, comme à Talavera où il ne parvient pas à convaincre le roi Joseph d'attendre l'arrivée du corps de Soult. Jean Sarramon remarque à ce sujet que Jourdan « avait des vues justes et du bon sens, mais pas assez d'énergie pour communiquer à Joseph la volonté de surmonter ses hésitations ». Le maréchal révèle pourtant des qualités de stratège par la conception de plans qui, en 1809 et en 1812, conduisent l'armée britannique au bord du désastre. L'historien britannique Charles Oman écrit ainsi que « le plan de campagne de Jourdan [pour l'année 1812] était sensé et réalisable ; son adoption aurait permis d'atténuer les effets de la stratégie de Wellington et contribué à limiter ses succès. Ce fut Soult qui compromit le plan tout entier par une désobéissance caractérisée allant à l'encontre de la discipline militaire aussi bien que du simple bon sens ». De l'avis de Michael Glover, « personne n'irait jusqu'à prétendre que Jourdan fut l'étoile la plus brillante de la galaxie des maréchaux d'Empire, mais il ne fait aucun doute que sa vision stratégique était plus affûtée que celle de la plupart de ses collègues ».
D'autres spécialistes émettent cependant un jugement plus sévère. Richard Humble, auteur d'un ouvrage consacré aux maréchaux français dans la péninsule Ibérique, considère que « l'un des plus graves péchés par omission commis par Napoléon dans sa gestion désinvolte des affaires de la péninsule fut d'employer Jourdan sur ce théâtre d'opérations ». Selon lui, Jourdan ne s'est pas montré à la hauteur de sa tâche, particulièrement aux heures cruciales de la campagne de Vitoria, où il se révèle comme « l'antithèse absolue de ce que devrait être un bon chef d'état-major : il n'était plus qu'un homme souffreteux, négligent et inerte ». Dans le classement établi par Humble pour évaluer les mérites respectifs des maréchaux ayant servi dans la péninsule pour une longue durée, Jourdan figure à la dernière place, juste derrière Victor.

## Titres
- Comte Jourdan et Pair de France le 5 mars 1819, sans constitution de majorat[57],[58].

Toute sa vie, Jourdan aura espéré, en vain, le titre de « duc de Fleurus », mais Napoléon se méfiait de ce général républicain auréolé de sa victoire de Fleurus. L’Empereur fait remarquer à Lannes au sujet de ce titre convoité par Jourdan : 

« qu’il [Jourdan] aurait un titre plus beau que le mien car je n’ai jamais remporté une victoire ayant sauvé la France »

.

## Décorations
- Légion d'honneur :
  - Légionnaire le 2 octobre 1803, puis,
  - Grand officier et chef de la 16e cohorte le 14 juin 1804, puis,
  - Grand-croix de la Légion d'honneur le 2 février 1805 ;
- Chevalier de l'Ordre royal et militaire de Saint-Louis le 2 juin 1814 ;
- Commandeur de l'Ordre du Saint-Esprit le 30 mai 1825 ;
- Chevalier de l'Ordre de Saint-Hubert (Bavière) ;
- Grand dignitaire de l'Ordre royal des Deux-Siciles (vers 1811[60]).

## Hommage, honneurs et mentions…
- Le nom de « JOURDAN » est gravé au côté Nord (3e colonne) de l’arc de triomphe de l’Étoile, à Paris.
- Ont été nommés en son honneur :
  - le boulevard Jourdan (14e arrondissement de Paris),
  - la place Jourdan à Limoges.
- Il y a une grande statue de lui en pied du lycée militaire de Saint-Cyr.
- Le nom de l'Athénée de Fleurus lui rend hommage : Athénée Royal Jourdan à Fleurus, d'ailleurs, celle-ci lui a consacré une reconstitution (week-end du 10 mars 2007).

## Autres fonctions
- Député de la Haute-Vienne au conseil des Cinq-Cents (12 avril 1798 - 14 octobre 1798, 13 avril 1799) ;
- Président du conseil des Cinq-Cents (19 septembre 1797, 23 septembre 1798 - 14 octobre 1798) ;
- Ambassadeur auprès de la République cisalpine (24 juillet 1800 - 2 avril 1801) ;
- Administrateur général du Piémont (2 avril 1801 - 26 janvier 1804) ;
- Conseiller d'État le 1er décembre 1802 ;
- Gouverneur de Naples (17 mars 1806 - 8 juin 1808) ;
- Chef d'état-major du roi de Naples puis roi d'Espagne Joseph Bonaparte (1806 - 17 juillet 1808, 28 octobre 1811 - 16 mars 1812) ;
- Chef d'état-major de l'armée d'Espagne (17 juillet 1808 - 2 octobre 1809, 16 mars 1812 - 12 juillet 1813) ;
- Gouverneur de Madrid (8 juillet 1811 - 28 octobre 1811) ;
- Pair de France :
  - 2 juin 1815 (Cent-Jours),
  - Comte-pair le 5 mars 1819 ;
- Président du conseil de guerre chargé de juger le Maréchal Ney (1er septembre 1815) ;
- Commissaire au ministère des Affaires étrangères août 1830 ;
- Gouverneur des Invalides où il est inhumé (11 août 1830 - 23 novembre 1833).

## Famille
Jean-Baptiste Jourdan épouse, le 22 janvier 1788 à Limoges, Jeanne Nicolas (morte le 9 octobre 1840 à Limoges) dont il a cinq filles :
- Angélique Catherine (1791-7 mars 1879 à Naples)
- Camille (morte en 1842)
- Jeanne Madeleine Delphine (1797-1839)
- Sophie Catherine (morte en 1820)
- Nina (1800-1833)

Camille se marie en 1808 avec Paul Félix Ferri-Pisani, comte de Saint-Anastace et de l'Empire,.
Jeanne épouse en 1815 Jean-Joseph Pougeard du Limbert (1786-1848), général de brigade et député de la Charente.
Il compte parmi sa descendance le général de division Jacques Navelet.

## Armoiries
Jean-Baptiste Jourdan ne semble pas avoir reçu de blason, toutefois, le maréchal utilisait un blason directement construit autour de son monogramme.
| Image | Noms et blasonnement                                                                                        |
| ----- | --- |
|       | Sous le Premier Empire : D'azur, aux lettres JBJ enlacées d'or ; à la bordure d'argent, besantée de sable,. |
|       | Sous la Restauration française, membre de la Chambre des pairs, chevalier de l'Ordre du Saint-Esprit,       |

## Publications
- Précis des opérations de l'armée du Danube sous les ordres du général Jourdan, Paris, 1799.
- Mémoires pour servir à l'histoire de la campagne de 1796, contenant les opérations de l'armée de Sambre-et-Meuse sous les ordres du général en chef Jourdan, Paris, 1818.
- Mémoires militaires écrits par lui-même, publiés d'après le manuscrit original par le vicomte de Grouchy, Paris, 1899[64].